# Liste der Monuments historiques in Beaumes-de-Venise
Die Liste der Monuments historiques in Beaumes-de-Venise führt die Monuments historiques in der französischen Gemeinde Beaumes-de-Venise auf.

## Liste der Bauwerke
| Bezeichnung                 | Beschreibung | Standort                    | Kennzeichnung | Schutzstatus | Datum | Bild           |
| --------------------------- | ------------ | --------------------------- | ------------- | ------------ | ----- | -------------- |
| Brunnen                     |              | place de l’Église (Lage)    | PA00081962    | Inscrit      | 1933  | weitere Bilder |
| Kapelle Notre-Dame d’Aubune |              | chemin de Notre Dame (Lage) | PA00081961    | Classé       | 1910  | weitere Bilder |

## Liste der Objekte
| Bezeichnung                                          | Beschreibung | Standort                    | Kennzeichnung | Schutzstatus | Datum | Bild |
| ---------------------------------------------------- | --- | --------------------------- | ------------- | ------------ | ----- | ---- |
| Altar und Retabel                                    | | Kapelle Notre-Dame d’Aubune | PM84001191    | Inscrit      | 2017  |      |
| Altartisch                                           | Marmor, 10./11. Jh. | Kapelle Notre-Dame d’Aubune | PM84000281    | Classé       | 1926  |      |
| Gemälde Christus fällt unter der Last seines Kreuzes | Das Gemälde stellt eine Szene aus dem Kreuzweg Christi dar. Es zeigt neun Figuren: Christus, auf dem Boden kniend, nimmt das Zentrum ein. Auf der linken Seite stehen drei Soldaten in verschiedenen Uniformen; auf der rechten Seite sind Maria, Maria Magdalena, Maria Salome, Johannes und Veronika, die im Begriff ist, Christus das Gesicht abzuwischen. Das Bild stammt möglicherweise von Wilhelm Ernst Greve (17. Jh.) oder einem seiner Schüler und ist auch unter PM84001190 eingetragen. | Kapelle Notre-Dame d’Aubune | PM74001176    | Classé       | 2012  |      |
| Gemälde Heiliger Märtyrer (hl. Josef von Leonessa?)  | Das Gemälde zeigt in der linken unteren Ecke wahrscheinlich das Martyrium des italienischen Mönches Giuseppe da Leonessa (1556–1612). Der Mönch wurde auf eine Mission nach Konstantinopel geschickt und versuchte auf einer Galeere Türken den christlichen Glauben zu predigen, wofür er vom Sultan zur Folter verurteilt wurde. Auf dem Bild zu sehen ist ein Mönch, der mit Haken an einem Galgen über einem Feuer hängt, wobei sein linker Fuß und seine rechte Hand bluten. Er schwingt ein Kruzifix in Richtung seines maurischen Henkers, der entsetzt zu sein scheint. Ein weiterer Türke mit Turban und Bart, der am Fuß des Galgens lehnend sitzt, scheint der Szene gleichgültig gegenüberzustehen. Das Ölgemälde auf Leinwand stammt aus dem 17./18. Jahrhundert und ist auch unter PM84001189 eingetragen. | Kapelle Notre-Dame d’Aubune | PM74001175    | Classé       | 2012  |      |
| Gemälde Das Pestgelübde von 1629                     | | Kapelle Notre-Dame d’Aubune | PM84001174    | Classé       | 2012  |      |